# مارتقلا (اللاذقية)
حي مارتقلا هو حي بمدينة اللاذقية في سوريا. سُمِّي بهذا الاسم تيمُّناً بالقديسة تقلا. وهو من الأحياء الأصيلة بالمدينة الواقعة على ساحل البحر الأبيض المتوسط، حيث يقع في كورنيش اللاذقية الغربي. يحدُّه من الشمال حي السجن, ومن الجنوب حي الأميركان, ومن الشرق شارع 8 آذار, ومن الغرب مرفأ اللاذقية, ويعتبر الحي مسنكاً للعديد من أغنياء ووجهاء المدينة.
يقع في حي مارتقلا مبنى مجلس مدينة اللاذقية القديم وعدة مدارس، مثل مدرسة جابر بن حيان ومدرسة ابن سينا. قام مجلس مدينة اللاذقية بإعادة بناء ما يعرف بمقام مارتقلا في الحديقة المُسمَّاة بهذا الاسم (حديقة مار تقلا) في الحي. يضم الحي العديد من الآثار، ويتواصل البحث للكشف عن أوابد تاريخية جديدة فيه.